# Гавриш, Павел Иванович

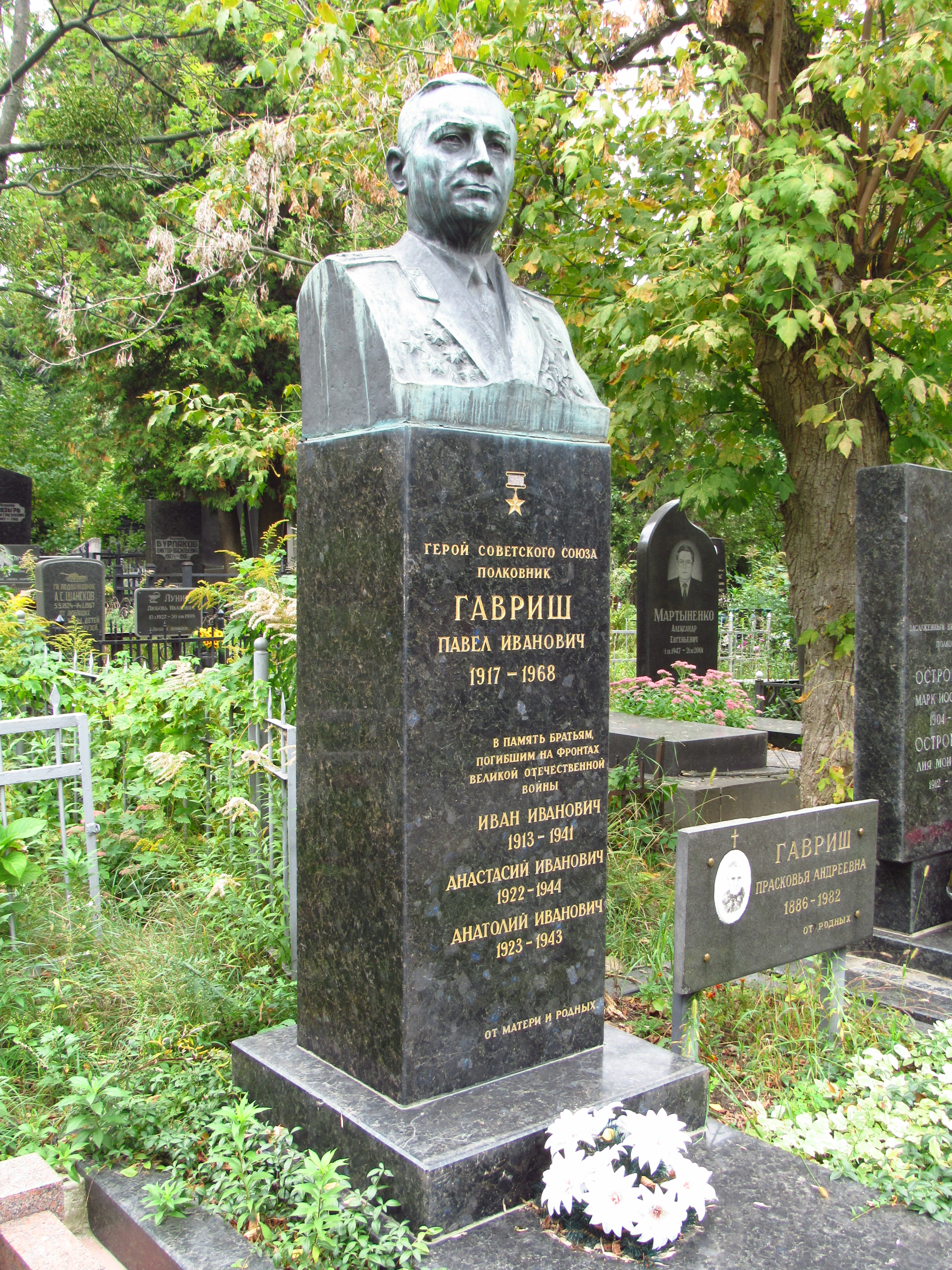
Могила П. И. Гавриша

Павел Иванович Гавриш (1917—1968) — советский военный деятель. Участник Великой Отечественной войны. Герой Советского Союза (1944). Полковник.

## Биография
Павел Иванович Гавриш родился 30 декабря (17 декабря — по старому стилю) 1917 года в селе Великая Дорога Нежинского уезда Черниговской губернии Украинской Народной Республики (ныне село Нежинского района Черниговской области Украины) в крестьянской семье. Украинец. После окончания четырёх классов сельской школы П. И. Гавриш работал в колхозе. В 1939 году он был призван в ряды Рабоче-крестьянской Красной Армии. До войны закончил военно-инженерное училище.
В боях с немецко-фашистскими захватчиками старший лейтенант П. И. Гавриш с февраля 1943 года в должности заместителя командира 12-го отдельного сапёрного батальона 106-й стрелковой дивизии 70-й армии Центрального фронта. Боевое крещение получил в оборонительных боях под Севском. Летом 1942 года Павел Иванович участвовал в битве на Курской дуге, где 12-й сапёрный батальон отличился в ходе Орловской наступательной операции. 19.07.1943 года несмотря на сильный обстрел сапёры проделали проходы в минных полях, обеспечив наступление стрелковых частей. Старший лейтенант Гавриш лично руководил проведением работ. В ночь на 21 июля 1943 года он организовал работы по расширению проделанных ранее проходов, обеспечив свободный проход танков. Утром того же дня Павел Иванович со своими сапёрами проделал проходы в немецких заграждениях для наступающих частей 188-го стрелкового полка.
После завершения Орловской операции управление 70-й армии было выведено в резерв, а её подразделения были переданы другим соединениям Центрального фронта. 106-я стрелковая дивизия была подчинена 65-й армии. В её составе Павел Иванович участвовал в битве за Днепр. В ходе Черниговско-Припятской операции в период с 9 по 14 сентября 1943 года старший лейтенант Гавриш успешно осуществлял переправу подразделений дивизии через Десну. В середине октября 1943 года 106-я стрелковая дивизия вышла к Днепру в районе посёлка Лоев Гомельской области Белоруссии. 15 октября 1943 года во время артподготовки сапёры под командованием Павла Ивановича переправили на подручных средствах через реку первые десантные группы, которые закрепились на плацдарме. Затем в течение трёх дней он руководил переправой личного состава и боевой техники дивизии на правый берег Днепра и организовал ремонт плавсредств, пострадавших от огня противника.
За успешное форсирование Днепра 106-я стрелковая дивизия получила почётное наименование «Днепровская». Старшему лейтенанту Павлу Ивановичу Гавришу Указом Президиума Верховного Совета СССР «О присвоении звания Героя Советского Союза генералам, офицерскому, сержантскому и рядовому составу Красной Армии» от 15 января 1944 года за «образцовое выполнение боевых заданий Командования на фронте борьбы с немецкими захватчиками и проявленные при этом отвагу и геройство» было присвоено звание Героя Советского Союза. Скоро Павлу Ивановичу было присвоено очередное воинское звание — капитан.
В феврале 1944 года 106-я дивизия была передана в состав 3-й гвардейской армии 1-го Украинского фронта. В составе армии в должности командира 12-го отдельного сапёрного батальона 106-й стрелковой дивизии капитан П. И. Гавриш участвовал в Проскуровско-Черновицкой операции, в ходе которой его сапёры обеспечивали преодоление инженерных заграждений противника стрелковыми подразделениями, и Львовско-Сандомирской операции, во время которой Павел Иванович обеспечил быстрое форсирование частями армии рек Луга и Западный Буг.
К началу 1945 года Павла Ивановича произвели в майоры и назначили дивизионным инженером 127-й стрелковой дивизии 3-й гвардейской армии 1-го Украинского фронта. В этой должности Павел Иванович обеспечивал переправу частей армии через Одер, Нейсе, Шпрее в ходе Висло-Одерской и Берлинской операций, участвовал в штурме города Котбус. Войну майор П. И. Гавриш закончил в 9 мая 1945 года в Праге в ходе Пражской операции.
После войны Павел Иванович продолжил службу в армии. Прошёл путь от майора до полковника. В 1957 году окончил Военную академию им. М. В. Фрунзе. Служил в Киеве, где 31 января 1968 года скоропостижно скончался. Похоронен Павел Иванович на Байковом кладбище в столице Украины городе-герое Киеве.

## Награды
- Медаль «Золотая Звезда» (15.01.1944).
- Орден Ленина (15.01.1944).
- Орден Отечественной войны 1 степени — дважды (01.10.1943; 01.06.1945).
- Орден Отечественной войны 2 степени (10.09.1944).
- Орден Красной Звезды — дважды (29.08.1943; 1954?).
- Медали.

## Комментарии
1. ↑  Ныне Нежинский район, Черниговская область, Украина.
2. ↑  На момент представления к званию Героя Советского Союза — старший лейтенант.

## Документы
- Общедоступный электронный банк документов «Подвиг Народа в Великой Отечественной войне 1941—1945 гг.» Архивировано 13 марта 2012 года. № в базе данных 150006576. Архивировано 20 сентября 2012 года., 18714468. Архивировано 20 сентября 2012 года., 17539265. Архивировано 20 сентября 2012 года., 33402316. Архивировано 20 сентября 2012 года., 17098843. Архивировано 20 сентября 2012 года., 42410077. Архивировано 25 мая 2012 года.